# Домб
Домб (фр. Dombes) — историческая область, расположенная к северу от Лиона, к востоку от Соны, к югу от Бресса и к западу от Бюжэ. По определению ЭСБЕ, «нездоровая, сырая, малонаселённая местность» площадью около 1100 км². Она известна своими многочисленными прудами, которые богаты рыбой. Рыбоводы Домба — крупнейшие поставщики прудовой рыбы во Франции. Главный город — Треву.
В Средние века Домб входил в состав Священной Римской империи. Местные феодалы из родов Боже, Туар и Виллар (соединившиеся в начале XIII века) искусно балансировали между императорами, французскими королями и герцогами Бургундии, фактически не подчиняясь никому из них. В 1218 году, благодаря брачному союзу, часть Домба, которой владели сеньоры Боже (фр. Baugé), переходит к семье Божё (фр. Beaujeu). В 1355 году, по Парижскому Договору, южная часть Домба (сеньории и замки Мирибель, Монлюэль, Сен-Кристоф, Перож и Гордан) была передана Савойскому Дому и оставалась в его владении до 1601 года, когда по Лионскому договору перешла к Франции. В 1402 году последний из сеньоров Туар-Виллар, Гумберт VII, оставшись без наследника, продал восточную часть своих земель Савойскому графу, а западную, вместе с городом Треву, Бурбонам, которые в том же году стали сеньорами Божё. Таким образом, Людовик II де Бурбон объединил под своей властью уже принадлежавшую сеньорам Божё часть Домба с полученными бывшими владениями сеньоров Туар-Виллар, выделив Домб в отдельное княжество со столицей в Треву. Кроме западной части Домба, в него вошёл анклав, полностью окружённый савойскими владениями, на востоке Домба, с городами Шаламон, Шателар и Лан. В то время Домб рассматривался как княжество, состоящее в личной унии с герцогством Бурбонским.

Измена коннетабля де Бурбона в 1523 году привела к конфискации Франциском I всех его земель в пользу королевы-матери. Карл V Габсбург от имени наследников коннетабля по мирному договору в Камбре пытался выговорить особый статус Домба. В этом договоре Франция фактически признала, что Домб находится за пределами французской юрисдикции. Для разрешения судебных дел учреждался особый Домбский парламент. 

В 1561 году король Франции добровольно передал пограничное княжество племяннику опального коннетабля, герцогу Людовику III де Монпансье, в «суверенное владение». По итогам франко-савойской войны 1601 года французы отвоевали у Савойского герцогства Бресс, что сделало Домб анклавом посреди королевского домена. Потомки Монпансье владели им до 1682 года, когда Великая мадемуазель в обмен на свободу своего возлюбленного Лозена преподнесла княжество 12-летнему сыну Людовика XIV и мадам де Монтеспан — Луи Огюсту. 
Один из младших сыновей последнего, именем также Луи Огюст (1700—1755), известный в своё время военачальник, всю жизнь носил титул принца (или князя) Домбского. Его младший брат, граф д’Э, в 1762 году выменял Домб у короля на герцогство Жизор, которое приносило ему в два раза больше дохода. Сделка, тем не менее, считалась для короны выгодной, учитывая суверенный статус Домба. В 1781 году Домб и Бресс были соединены в одну провинцию.
Суверенный статус Домбского княжества проявлялся, главным образом, в следующем. Высшим судебным органом этой области служил Домбский парламент. Герцоги Монпансье чеканили в Домбе собственную монету, преимущественно медную. В XVIII веке Домб стал крупным центром книгопечатания, ибо на его территорию не распространялась юрисдикция французской цензуры. Наконец, ещё в XVIII веке «суверены» Домба раздавали своим подданным графские и баронские титулы.